# Mashan
Mashan(chino simplificado: 马山; pinyin: Mǎshān; Zhuang: Maxsan) es un condado bajo la administración de la ciudad-prefectura de Nanning, en la región autónoma Zhuang de Guangxi, República Popular China.
Se encuentra a una altitud de 500-600m sobre el nivel del mar.

## Demografía
Según estimación 2009 contaba con 533586  habitantes.75.8% pertenece al grupo étnico de los Zhuang.